# Клуб Тимерлана Гусейнова
Клуб Тимерлана Гусейнова – група українських футболістів, які протягом своєї кар'єри забили мінімум сто голів у офіційних матчах усіх турнірів (у тому числі під егідою УЄФА), а точніше - чемпіонаті України, національному Кубку, єврокубках і зустрічах першої збірної. Тимерлан Гусейнов перший досягнув цієї мети. Крім Клубу Тимерлана Гусейнова існують також - Клуб Олега Блохіна та Клуб Сергія Реброва - для футболістів, які забили мінімум сто голів тільки у чемпіонатах України.

## Регламент

### Членство
Право на вступ до клубу мають футболісти:
- Які забили за свою кар'єру, на вищому рівні не менше 100 (ста) голів, починаючи з 1992 року, початку проведення офіційних турнірів в незалежній Україні під патронатом Федерації Футболу України, а також у міжнародних змаганнях у складах команд України і національної збірної, під егідою ФІФА та УЄФА.
- Які є вихованцями українського футболу.
- Які зробили величезний внесок в історію і розвиток футболу українських команд Прем'єр-ліги (вищої ліги) України і згодом отримали громадянство України (Девіч).

### Змагання
Для футболістів, членів Клубу зараховуються забиті голи в наступних змаганнях:
- У чемпіонатах Прем'єр-ліги (вищої ліги) Україна.
- У змаганнях на Кубку і Суперкубок України.
- У єврокубкових турнірах під егідою УЄФА: Ліга Чемпіонів (Кубок), Ліга Європи (Кубок УЄФА), Кубок Кубків, Ліга конференцій УЄФА, Суперкубок УЄФА і Кубок Інтертото.
- У міжнародних турнірах під егідою ФІФА: Міжконтинентальний Кубок і Клубний Чемпіонат Світу.
- В офіційних і товариських матчах за національну збірну України.

### Мета
Зберегти для історії футболу найкращих бомбардирів українських клубів (вихованців українського футболу) в чемпіонатах, Кубках України і єврокубкових турнірах, а також в матчах за національну збірну України.

## Члени клубу
Станом на 25 вересня 2024 року:
| №   | Фото | Футболіст / Клуби | Роки виступів | Дата вступу в клуб | Чемпіонат | Кубок | Єврокубки | Збірна | К-сть голів |
| --- | ---- | --- | ------------- | ------------------ | --------- | ----- | --------- | ------ | ----------- |
| 1   |      | Андрій Ярмоленко "Динамо" (Київ) | 2007-н.ч.     | 15.11.2014         | 109       | 19    | 21        | 46     | 195         |
| 2   |      | Сергій Ребров "Шахтар" (Донецьк), "Динамо" (Київ) | 1992-2009     | 08.06.1998         | 123       | 20    | 31        | 15     | 189         |
| 3   |      | Андрій Шевченко "Динамо-2" (Київ), "Динамо" (Київ) | 1992-2012     | 28.04.1999         | 83        | 21    | 25        | 48     | 177         |
| 4   |      | Євген Селезньов "Шахтар" (Донецьк), "Арсенал" (Київ), "Дніпро" (Дніпропетровськ), "Колос" (Ковалівка), «Минай»                                                                 | 2007-2023     | 19.07.2013         | 117       | 12    | 14        | 11     | 154         |
| 5   |      | Андрій Воробей "Шахтар-2" (Донецьк), "Шахтар" (Донецьк), "Дніпро" (Дніпропетровськ), "Арсенал" (Київ), "Металіст" (Харків)                                                     | 1997-2012     | 12.07.2003         | 105       | 25    | 13        | 9      | 152         |
| 6   |      | Жуніор Мораес "Металург" (Донецьк), "Динамо" (Київ), "Шахтар" (Донецьк) | 2012-2022     | 25.08.2019         | 103       | 7     | 23        | 1      | 134         |
| 7   |      | Олександр Гладкий "Металіст" (Харків), ФК Харків, "Шахтар" (Донецьк), "Дніпро" (Дніпропетровськ), "Карпати" (Львів), "Динамо" (Київ), "Чорноморець" (Одеса), "Зоря" (Луганськ) | 2004-2023     | 21.11.2015         | 99        | 17    | 9         | 1      | 126         |
| 8-9 |      | Марко Девич "Волинь" (Луцьк), "Металіст" (Харків), "Шахтар" (Донецьк) | 2005-2013     | 21.09.2013         | 90        | 4     | 10        | 7      | 111         |
| 8-9 |      | Олег Гусєв "Арсенал" (Київ), "Динамо" (Київ) | 2002-2018     | 20.09.2015         | 59        | 17    | 22        | 13     | 111         |
| 10  |      | Віктор Циганков "Динамо" (Київ) | 2016-2023     |                    | 77        | 4     | 13        | 13     | 107         |
| 11  |      | Сергій Мізін "Динамо" (Київ), "Дніпро" (Дніпропетровськ), "Чорноморець" (Одеса), "Арсенал" (Київ), "Карпати" (Львів), "Кривбас" (Кривий Ріг), "Металіст" (Харків)              | 1992-2008     | 22.04.2006         | 90        | 14    | 2         | 0      | 106         |
| 12  |      | Олександр Паляниця "Дніпро" (Дніпропетровськ), "Кривбас" (Кривий Ріг), "Верес" (Рівне), "Карпати" (Львів), "Металіст" (Харків)                                                 | 1992-2003     | 10.08.2002         | 79        | 22    | 4         | 0      | 105         |
| 13  |      | Олександр Гайдаш "Таврія" (Сімферополь), "Металург" (Маріуполь) | 1992-2004     | 06.04.2003         | 95        | 9     | 0         | 0      | 104         |
| 14  |      | Тимерлан Гусейнов "Зоря-МАЛС" (Луганськ), "Чорноморець" (Одеса) | 1992-2000     | 01.11.1997         | 85        | 8     | 2         | 8      | 103         |
| 15  |      | Сергій Назаренко "Дніпро" (Дніпропетровськ), "Таврія" (Сімферополь), "Чорноморець" (Одеса), "Металіст" (Харків)                                                                | 1998-2016     | 04.04.2015         | 73        | 7     | 8         | 12     | 100         |

   Означає, що футболіст продовжує грати у Прем'єр-лізі і може покращити свої показники
Жирним шрифтом позначено футболістів, які грають у іноземних чемпіонатах — тому в залік будуть іти забиті м'ячі тільки за національну збірну України

## Кандидати в Клуб
Станом на 19 липня 2021 року:
| № | Футболіст            | Поточний клуб           | Чемпіонат України | Кубок України | Єврокубки | Збірна України | К-сть голів |
| - | -------------------- | ----------------------- | ----------------- | ------------- | --------- | -------------- | ----------- |
| 1 | Артем Мілевський     | ФК "Минай"              | 57                | 14            | 16        | 8              | 95          |
| 2 | Олександр Ковпак     | "Полісся" (Житомир)     | 77                | 14            | 1         | 0              | 92          |
| 3 | Марлос Ромеро Бонфим | "Шахтар" (Донецьк)      | 66                | 7             | 11        | 1              | 85          |
| 4 | Євген Коноплянка     | "Шахтар" (Донецьк)      | 39                | 2             | 9         | 21             | 71          |
| 5 | Руслан Фомін         | "Метал" (Харків)        | 45                | 9             | 2         | 0              | 56          |
| 6 | Артем Кравець*       | "Коньяспор" (Туреччина) | 36                | 6             | 4         | 8              | 54          |

* - гравець наразі виступає за кордоном, тому в залік будуть іти забиті м'ячі тільки в офіційних і товариських матчах національної збірної України

### Дивись також
- Клуб Олега Блохіна
- Клуб Сергія Реброва
- Клуб Олександра Чижевського
- Чемпіонат України
- Футболіст року в Україні
- Футболіст року Чемпіонату України
- 33 футболісти року України